# Stetefeldtita
La stetefeldtita és un mineral de la classe dels òxids que pertany al grup de la romeïta. Va ser anomenada en honor de Karl August Stetefeldt (1838-1896), enginyer de mines i metalurg.

## Característiques
La stetefeldtita és un òxid de fórmula química Ag₂Sb₂(O,OH)₇. Cristal·litza en el sistema isomètric. La seva duresa a l'escala de Mohs és de 3,5 a 4,5.
Segons la classificació de Nickel-Strunz, la stetefeldtita pertany a «04.DH: Òxids amb proporció Metall:Oxigen = 1:2 i similars, amb cations grans (+- mida mitjana); plans que comparteixen costats d'octàedres» juntament amb els següents minerals: brannerita, ortobrannerita, thorutita, kassita, lucasita-(Ce), bariomicrolita, bariopiroclor, betafita, bismutomicrolita, calciobetafita, ceriopiroclor, cesstibtantita, jixianita, hidropiroclor, natrobistantita, plumbopiroclor, plumbomicrolita, plumbobetafita, estibiomicrolita, estronciopiroclor, estanomicrolita, estibiobetafita, uranpiroclor, itrobetafita, itropiroclor, fluornatromicrolita, bismutopiroclor, hidrokenoelsmoreïta, bismutostibiconita, oxiplumboromeïta, monimolita, cuproromeïta, estibiconita, rosiaïta, zirconolita, liandratita, petscheckita, ingersonita i pittongita.

## Formació i jaciments
La stetefeldtita es creu que es forma com a producte d'alteració en la zona d'oxidació d'alguns dipòsits minerals hidrotermals que contenen Ag-Sb, en els quals pot constituir una mena d'argent.
Ha estat descrita a Alemanya, Austràlia, Àustria, França i els Estats Units.
Sol trobar-se associada a altres minerals com: calcocita, pirita i quars.